# Lilltjärnen (Ekshärads socken, Värmland)
Lilltjärnen är en sjö i Hagfors kommun i Värmland och ingår i Göta älvs huvudavrinningsområde.